# Affaire Sophie Lancaster
L'affaire Sophie Lancaster concerne le meurtre extrêmement brutal d'une jeune femme au Royaume-Uni en 2007, en lien avec son appartenance à la contre-culture gothique. Le 11 août 2007, la victime et son petit ami Robert Maltby ont été attaqués par un groupe d'adolescents alors qu'ils traversaient le parc de Stubbylee à Bacup, dans le Lancashire.
En raison des graves blessures à le tête qu'elle a reçues lors de l'agression, la jeune femme est tombée dans un coma dont elle n'est jamais sortie, et a succombé à ses blessures treize jours plus tard. Selon la police, l'agression serait en lien avec le fait que le couple avait adopté un style vestimentaire revendiquant leur appartenance à la communauté gothique.
Cinq jeunes hommes ont par la suite été arrêtés et jugés pour meurtre. Deux d'entre eux ont été reconnus coupable de meurtre et condamnés à une peine de prison à perpétuité. Les trois autres ont été jugés et emprisonnés pour coups et blessures aggravés. Un fonds commémoratif a été lancé au nom de Sophie Lancaster, et de nombreux événements locaux, nationaux et internationaux lui ont rendu hommage. Des pièces de théâtre, films, livres et œuvres d'art ont également été consacrés à l'affaire.

## Contexte
Née le 26 novembre 1986, Sophie Lancaster avait effectué ses études primaires et secondaires à l'école de Bacup et Rawtenstall et au lycée de Haslingden. En année sabbatique, elle s'apprêtait à intégrer l'Université d'Accrington  pour y suivre un cursus d'anglais. Elle était en couple depuis trois ans avec Robert Maltby, un étudiant de 21 ans originaire de Manchester, et tous deux appartenaient depuis longtemps à la contre-culture gothique. Les parents de Sophie, eux-mêmes amateurs de rock et de metal dans leur jeunesse  décrivait le couple comme "gothiques" et disait d'eux : « Ce sont deux jeunes intelligents et sensibles. Ils ne sont pas du genre à chercher les ennuis, mais ils ont déjà rencontré des problèmes dans le passé car ils détonnent ».
Après sa mort, les parents de Sophie ont déclaré : « Nous étions fiers de connaître notre fille. Elle était drôle, gentille, aimante et courageuse. C'était une belle jeune fille avec une conscience sociales et des valeurs qui rendaient heureux de la connaître. Ne plus pouvoir la voir s'épanouir dans tout son potentiel, ou même ne plus jamais pouvoir la voir sourire est une tragédie qui va au-delà des mots ».
La mère de Sophie a également déclaré : « Ce qui me rend le plus en colère est que [cette histoire] soit vue comme un incident isolé ; peut-être que la gravité de ce qui est arrivé à Sophie est rare, mais ces attaques sont loin d'être des cas isolés. Le simple fait de s'identifier à une autre culture fait de vous une cible, vous êtes vu comme une proie facile ».
Rod Liddle, du Sunday Times, a fait remarquer après le meurtre que les victimes de l'agression avaient payé le prix du laxisme dont leurs agresseurs avaient bénéficié de la part de « leurs parents, du tribunal, de la collectivité et d'un gouvernement qui ne veut plus envoyer de telles personnes en prison ».

## Agression
Alors qu'ils rentraient chez eux, Sophie et Robert ont été la cible d'une "brutale agression collective" entre 1h10 et 1h20 du matin le samedi 11 août 2007, dans la zone de Skatepark du parc Stubbylee à Bacup.
En marchant, le couple a croisé une bande d'adolescents à l'entrée du parc. Une conversation anodine s'est engagée allant même jusqu'à un échange de cigarettes. Cependant, alors que le couple poursuivait son chemin, le groupe d'adolescents les a suivis et a commencé par assommer Robert, avant de s'attaquer à Sophie, qui tentait de protéger son compagnon. Un témoin âgé de quinze ans a déclaré à la police : « Ils la piétinaient en lui donnant des coups de pied dans la tête, et ils sautaient à pieds joints sur sa tête ». 
Un témoin a appelé les secours à l'aide de son téléphone portable en disant « Nous avons besoin d'une ambulance à Bacup Park, ce mosher vient de se faire cogner juste parce qu'il est un mosher ». La police a déclaré qu'il s'agissait d'une « agression prolongée durant laquelle les deux victimes ont reçu de graves blessures à la tête qui ont rendu leurs visages tellement tuméfiés qu'on ne pouvait pas distinguer le garçon de la fille ». 
Des témoins ont déclaré que les agresseurs se sont ensuite félicités de leur attaque sur les gothiques - ou moshers - en racontant à leurs amis que c'était « une bonne chose de faite » et en disant « il y a deux moshers à moitié morts à Bacup Park, tu les aurais vus, ils sont dans un sale état ».
Les deux victimes ont dans un premier temps été hospitalisées à l'hôpital de Rochdale. Robert était dans le coma et souffrait d'hémorragies internes. Il a progressivement récupéré de ses blessures, mais est resté amnésique de l'agression et des moments qui l'ont précédée. Il souffrira par ailleurs d'importantes séquelles psychologiques de l'agression (dépression, agoraphobie) plus de dix ans après les faits. Sophie, en coma profond, a été placée sous respiration artificielle et transférée au Fairfield General Hospital à Bury (d'après les médecins, les agresseurs auraient comprimé son crâne des deux côtés) , puis à l'unité de neurologie du Hope Hospital (en) (ou Salford Royal Hospital) de Salford. L'équipe médicale a conclu que Sophie était dans un coma irréversible, et sa respiration artificielle a été débranchée le 24 août 2007.

## Arrestations et enquête
La police du Lancashire a arrêté cinq individus liés à l'agression, mais a mené une enquête approfondie dans la mesure où il s'est avéré qu'une quinzaine de personnes se trouvaient dans les environs et étaient susceptibles d'avoir assisté ou participé à l'attaque. La police a identifié le style vestimentaire gothique du couple comme un mobile possible à l'agression. Cependant, Robert Maltby a par la suite déclaré que Sophie et lui n'étaient pas habillés de manière particulièrement voyante ce soir-là et que l'interprétation selon laquelle l'agression était motivée par le style vestimentaire des deux jeunes gens était simpliste,. Deux adolescents de quinze et seize ans ont été placés en détention préventive, tandis que deux autres jeunes de quinze ans et un de dix-sept ans ont été libérés sous caution. Les adolescents ont tout d'abord été inculpés pour coups et blessures aggravés, mais le procureur a requalifié les accusations à la suite du décès de Sophie.
Le 5 octobre 2007, après avoir interrogé plus de cent personnes, la police a mis un terme aux arrestations, et bien que entre quinze et vingt personnes se soient trouvées dans le parc à un moment dans la soirée de l'agression, les enquêteurs ont conclu que la plupart n'y étaient pas directement impliqués dans la mesure où cette zone constitue un point de rendez-vous régulier pour les adolescents.
Les habitants du quartier connaissaient le parc comme un endroit régulièrement fréquenté par des « loubards violents et ivres » se livrant au vandalisme et consommant de l'alcool, bien qu'étant mineurs. Ils avaient demandé que des mesures soient prises par les autorités avant que l'agression ne se produise. À la suite du meurtre de Sophie, les habitants ont réclamé une amélioration de la sécurité dans le quartier, mais les autorités locales leur ont répondu que des gardiens pour le parc coûteraient trop cher à la municipalité.

## Procès et condamnations
Le 6 septembre 2007, les cinq suspects ont été inculpés de meurtre devant le tribunal pour enfants de Burnley. Parmi eux, trois avaient été remis en liberté sous caution, deux garçons âgés de 15 et 17 ans originaires de Shawforth, un hameau du voisinage, et un garçon de 17 ans originaire de Bacup,. Le 18 octobre, les cinq accusés ont été renvoyés en jugement au tribunal pénal de Preston. Une audience préliminaire a eu lieu le 31 octobre 2007, où les cinq accusés ont répondu aux accusations de meurtre pour la mort de Sophie Lancaster, et de coups et blessures graves et intentionnels pour l'agression de Robert Maltby. Une audience préparatoire supplémentaire a été ordonnée par le juge Anthony Russell (c.r.) pour le 14 décembre. Le juge a également indiqué une date prévisionnelle fixée au 10 mars 2008 pour le procès des deux chefs d'accusation. Lors de l'audience du 14 décembre 2007, les cinq accusés ont plaidé non coupable sur les deux chefs d'accusation.
A l'ouverture du procès le 10 mars 2008, les cinq accusés ont reconnu leur culpabilité concernant l'accusation de coups et blessures aggravés et intentionnels. Ryan Herbert a plaidé coupable pour le meurtre de Sophie tandis que Brendan Harris a plaidé non coupable. Ce chef d'accusation a par ailleurs été levé pour les trois autres accusés. Le parquet a déclaré à l'assistance au début du procès que « Sophie et Robert n'ont pas été pris pour cible à cause de quelque chose qu'ils ont fait ou dit, mais parce que leur allure et leur habillement étaient différents ». Le jury a pu entendre des descriptions détaillées de la violence de l'agression de la part de nombreux témoins, ainsi que via l'enregistrement d'une conversation téléphonique ayant eu lieu au moment de l'agression.
A l'issue du procès le 27 mars 2008, Brendan Harris a été reconnu coupable de meurtre, et le juge a donné l'autorisation pour que les noms de Brendan Harris et Ryan Herbert, qui n'avaient pas été dévoilés lors du procès, soient rendus publics. Le superintendant Mick Gradwell de la police du Lancashire a déclaré qu'il s'agissait de l'un des meurtres les plus violents qu'il avait eu l'occasion de voir au cours de sa carrière : « Je ne pense pas que Herbert et Harris aient réalisé la violence de leur agression. Ils l'ont perpétrée sans réfléchir, mais ils semblent y avoir pris plaisir, et ont continué à frapper sans merci deux personnes totalement sans défense, incapables de se protéger face au déferlement de violence qui leur était infligé... Je porte un regard très critique sur certains parents [des agresseurs]. Je ne crois pas qu'ils aient sérieusement pris la mesure d'à quel point cette agression était ignoble... ». Il a ajouté que lors de son premier interrogatoire, Brendan Harris « riait et plaisantait » avec sa mère,.
Le délibéré du procès a été rendu le 28 avril 2008. Brendan Harris et Ryan Herbert ont tous deux été condamnés à la prison à perpétuité assortie d'une peine de sûreté de 18 ans pour Harris et de 16 ans et trois mois pour Herbert. Dans sa conclusion, le juge a décrit une attaque d'une « brutalité sauvage » faisant réfléchir au « genre de société qui existe dans ce pays ». Il a ajouté : « Il s'agit d'une terrible affaire qui a choqué et indigné tous ceux qui en ont entendu parler. Les animaux sauvages ont au moins la raison légitime de devoir se nourrir lorsqu'ils chassent en meute. Vous n'en n'avez aucune et votre comportement de cette nuit-là dégrade l'humanité toute entière ».
Les trois autres accusés ont également été condamnés pour leur rôle dans l'agression. Les frères Joseph et Danny Hulme, ainsi que Daniel Mallett, qui avaient tous trois plaidé coupable de coups et blessures aggravés intentionnels, ont été incarcérés. Mallett a été condamné à quatre ans et quatre mois de prison, et les frères Hulme à cinq ans et dix mois chacun.
Le 13 juin 2008, les cinq accusés ont fait savoir qu'ils faisaient appel de leurs condamnations. Le procès en appel a eu lieu le 7 octobre 2008 avec un délibéré rendu le 29 octobre. Ryan Herbert a obtenu une réduction de peine de neuf mois, passant de seize ans et trois mois de prison à quinze ans et six mois, après que le juge d'appel a statué que le jugement initial ne tenait pas suffisamment compte du fait qu'il avait plaidé coupable des faits qui lui étaient reprochés. Brendan Harris et les trois autres accusés n'ont obtenu aucune réduction de peine en appel.

## Médiatisation de l'affaire et suites

### Médiatisation
L'agression de Sophie et Robert a fait l'objet d'une couverture médiatique en lien avec une vague de violence adolescente en gang au Royaume-Uni pendant l'été 2007, menant notamment au meurtre du jeune Rhys Jones (en) à Liverpool,. Le dirigeant du parti conservateur, David Cameron, a cité cette attaque comme un exemple lors d'un discours critiquant « la criminalité juvénile et le problème de violence réel et croissant au Royaume Uni »,. Par ailleurs, l'agression a été largement condamnée dans le Lancashire et la région de Rossendale par les autorités locales.
De nombreux bouquets de fleurs ont été déposés sur le lieu de l'agression peu après les faits, et des pages internet en mémoire de Sophie ont reçu de nombreux messages de soutien, venant parfois d'autres pays d'Europe ainsi que d'Amérique. Un grand nombre de groupes Facebook ont également été consacrés à la jeune femme.
Par la suite, la couverture médiatique a essentiellement été effectuée par la presse locale ou bien sur internet, sauf lors de l'enterrement de Sophie qui a bénéficié d'une couverture plus large. Ce dernier, organisé le 12 novembre 2007, était en effet public, et des centaines de personnes ainsi que des équipes de presse y ont assisté,.
La pose d'une plaque au nom de Sophie dans le parc où elle a été tuée a également été proposée à la famille.
En février 2008, la revue The Observer a fait cependant remarquer que la médiatisation de l'affaire Lancaster était inférieure à celle du cas de discrimination rencontré par un couple de gothiques qu'un conducteur de bus a refusé de prendre en charge dans le Yorkshire.
Le procès en mars 2008 a en revanche été très largement couvert par les médias nationaux britanniques,,,. Le 13 mars 2008, le mensuel britannique consacré aux contre-cultures alternatives Bizarre Magazine (en) a lancé une campagne de sensibilisation intitulée Proud to be different (« Fiers d'être différents ») en l'honneur de Sophie Lancaster.
Publié en juillet 2010, l'ouvrage Weirdo Mosher Freak de la journaliste Catherine Smyth est consacré à l'affaire.

### Création d'un fonds commémoratif

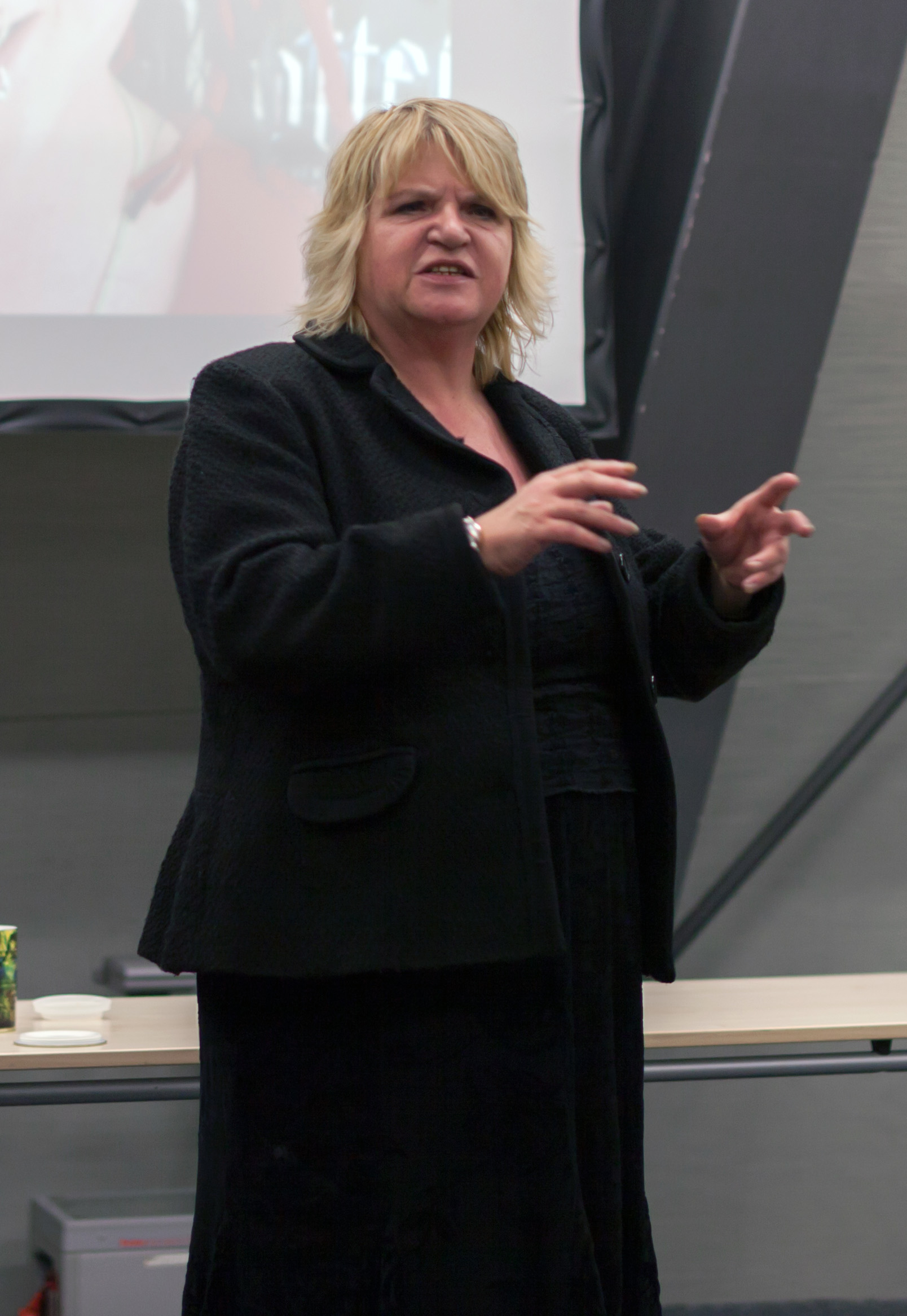
Sylvia Lancaster, la mère de Sophie, à la tête du fonds S.O.P.H.I.E.

La famille et les amis de Sophie ont mis en place un site internet à sa mémoire et ont utilisé les dons et fonds collectés lors d'événements organisés en hommage à Sophie pour créer un fonds spécial intitulé "S.O.P.H.I.E.", acronyme de Stamp Out Prejudice Hatred and Intolerance Everywhere (« Eradiquer partout les préjugés, la haine et l'intolérance »). Le but de ce fonds est de « proposer une commémoration adaptée : un héritage durable pour sensibiliser à l'injustice qu'a subie Sophie et aller vers une société plus tolérante et moins violente ». La mère de Sophie a notamment déclaré : « Ce fonds permettra aussi de financer des interventions auprès des jeunes pour les sensibiliser aux cultures alternatives et leur inculquer le respect des autres ». Un ruban noir permettant de participer au financement du fonds a été commercialisé dans la région d'origine de la jeune fille.
Les 24 et 25 juin 2008, la compagnie théâtrale Carabas a donné en représentation à Lancaster la pièce Suckers, écrite et mise en scène par M.J. Wesolowski, une comédie noire traitant de la perception de la culture gothique, et en a reversé tous les bénéfices au fonds S.O.P.H.I.E. La représentation a été suivie d'une rencontre avec le public, permettant de débattre de la culture gothique et de l'éducation à la tolérance dès le plus jeune âge.
Le 3 juin 2010, Robert Maltby a exposé 15 de ses propres tableaux inspirés par Sophie au Affleck's Palace (en) de Manchester, dans une exposition intitulée Crimson Iris: The Art of Sophie et a reversé les bénéfices à la fondation Sophie Lancaster.
Le 14 juin 2014, Sylvia Lancaster, la mère de Sophie, a été nommée Officier de l'Ordre de l'Empire britannique, en reconnaissance de sa campagne militant pour une société plus tolérante.
En 2017, à l'occasion des dix ans de la mort de Sophie Lancaster, un projet de calendrier intitulé Goths for Sophie Calendar Project a été lancé. Ce projet consiste en l'édition d'un calendrier annuel contenant douze photographies de personnes gothiques (pour la plupart influentes sur les réseaux sociaux) issues du monde entier. Ces ambassadeurs ayant réalisé une campagne d'information et de sensibilisation au projet sur les réseaux sociaux, les fonds récoltés grâce à la vente des calendriers ont été reversés à la Fondation Sophie Lancaster. Une nouvelle édition du calendrier a eu lieu en 2018 ainsi qu'en 2019.

## Hommages et réactions

### Hommages et réactions dans le monde de la musique
Lors du festival de musique électronique alternative Infest à Bradford le 26 août 2007, peu après le décès de Sophie Lancaster, Ronan Harris (en) du groupe VNV Nation lui a dédié sa chanson Illusion et a transmis ses condoléances personnelles à sa famille.
Lors de concerts au Bacup's Royal Court Theatre les 6 et 7 septembre 2007, une chanson a été dédiée à Sophie et une collecte de fonds a été organisée.
Un concert d'une durée de douze heures a eu lieu en sa mémoire le 6 octobre 2007 dans le stade de Bacup, au cours duquel dix groupes se sont produits. Une chanson a été écrite spécialement en mémoire de Sophie, et une tombola organisée lors de l'événement a permis de collecter des dons reversés au fonds commémoratif,,,.
La mémoire de Sophie a également été honorée lors du Eccentrik Festival en Caroline du Nord (Etats-Unis) , avec des concerts supplémentaires programmés en Californie et en Australie. De nombreux bars musicaux et discothèques gothiques au Royaume Uni et en Irlande on consacré une soirée à Sophie en octobre et novembre 2007, notamment le Festival de Whitby (en), auquel Sophie Lancaster se rendait chaque année. Une collecte de fonds a été organisée à cette occasion, dans l'objectif de financer l'installation d'un banc en sa mémoire à Whitby,,, banc qui a été inauguré en janvier 2008 sur la falaise ouest de la ville.
Les amis de Sophie ont organisé un concert d'hommage pour « commémorer le caractère unique de Sophie » le 25 novembre 2007 (qui aurait été la veille de son 21e anniversaire), dans lequel les groupes de musique locaux qu'appréciait Sophie se sont produits. Le concert avait lieu à St Mary's Chamber à Rawtenstall et a été médiatisé par la chaîne régionale Granada Television. Un évènement similaire était planifié pour l'année suivante à la même date, avec notamment Dave Sharp, cofondateur du groupe The Alarm, parmi les têtes d'affiche.
Le 13 janvier 2009, le festival de heavy metal Bloodstock Open Air a annoncé qu'il renommait sa deuxième scène The Sophie Lancaster Stage, afin de lui rendre hommage et également soutenir la campagne S.O.P.H.I.E. Ce nom a été conservé lors des éditions suivantes du festival.
En 2012, le groupe de métal symphonique Delain a dédié sa chanson We are the others, ainsi que son album éponyme, à Sophie,. Des photos de Sophie Lancaster apparaissent notamment dans le clip de la chanson We are the others, qui raconte l'histoire de son agression.
En 2012, l'artiste punk Andy T a inclus une chanson intitulée Sophie Lancaster dans son album Life at Tether's End.

### Réactions parmi les communautés alternatives
L'affaire a suscité de nombreuses réactions et manifestations de soutien à la victime au sein de la communauté gothique britannique, mais également au sein d'autres communautés alternatives, britanniques ou non. Martin Cole, l'organisateur de la collecte de fonds de Whitby a par exemple déclaré : « Depuis que nous avons commencé à communiquer sur internet autour de notre collecte de fonds, j'ai été contacté par des personnes du monde entier qui ont été choquées par cette affaire, et ce ne sont pas que des gothiques, j'ai échangé avec des gothiques, mais aussi des bikers, des metalleux, des personnes issues des communautés indie et électro, toutes les communautés alternatives en fait ».
Beaucoup de ces réactions reliaient le meurtre de Sophie à celui du punk Brian Deneke (en) aux Etats-Unis et cherchaient à savoir s'il était possible d'assimiler ces affaires à des crimes de haine. De nombreuses personnes gothiques ont perçu cette affaire comme un exemple extrême de la violence et de l'intolérance sociale subies régulièrement par les membres de leur communauté, comme le note The Observer en février 2008 : « on est face à une recrudescence d'attaques visant des punks, des gothiques ou des amateurs de metal... L'histoire de Sophie Lancaster est devenue un cri de ralliement pour les personnes de ces communautés qui s'inquiètent de cette flambée de violence ».
L'ensemble de ces réactions a abouti à la création d'une pétition en ligne demandant au Premier Ministre « d'élargir la notion de crime de haine afin d'y inclure les crimes commis contre une ou des personnes sur la base de leur apparence ou de leur appartenance à une contre-culture ». La créatrice de cette pétition, Ade Varney, a déclaré que les personnes gothiques « sont insultées quotidiennement, et pas seulement de la part d'adolescents. Mais les jeunes d'aujourd'hui ont la mentalité de criminels endurcis, et il me semble que cette composante violente se renforce de plus en plus... La mort de Sophie a fait réfléchir et j'ai entendu parler d'adolescents, surtout des filles, qui modifient leur façon de s'habiller quand ils ou elles se rendent dans certains quartiers ».
Cette pétition a eu des conséquences politiques puisque deux députés ont appelé à un débat parlementaire allant dans le sens d'un élargissement de la loi concernant la notion de crime de haine. En mai 2009, Jack Straw, le ministre de la Justice, a déclaré que la loi ne pouvait pas être modifiée, mais que les directives envoyées aux juges pouvaient être amendées afin que le fait d'agresser un membre d'une communauté alternative soit considéré comme un facteur aggravant lors d'un procès, au même titre que les agressions racistes ou homophobes. En avril 2013, la police de Manchester a officiellement annoncé qu'elle classerait les délits commis à l'égard des personnes gothiques et alternatives comme des crimes de haine, au même titre que les délits ciblant des personnes du fait de leur couleur de peau, leur orientation sexuelle ou leur handicap,. Quatre ans plus tard, en 2017, 109 crimes et délits relevant de cette catégorie ont été recensés.
En 2017, à l'occasion des dix ans de la mort de Sophie, BBC News note cependant que l'intolérance sociale et les agressions à l'égard des personnes gothiques et alternatives restent importantes dans la société britannique.

### Hommages divers
Un « prix Sophie » récompensant les réalisations cinématographiques innovantes et expérimentales a été créé en 2007 dans le cadre du festival de cinéma de Bacup.
Le 26 novembre 2009, à l'occasion de ce qui aurait été le 23e anniversaire de Sophie, un court-métrage d'animation inspiré du meurtre et intitulé Dark Angel, a été diffusé sur la chaîne MTV et sur internet, ainsi que projeté sur un écran géant dans la cathédrale Gardens à Manchester.
Le 11 mars 2011 ainsi que le 11 octobre 2015, la pièce Black Roses: The Killing of Sophie Lancaster a été diffusée à la radio britannique, avec Rachel Austin dans le rôle de Sophie et  Julie Hesmondhalgh (en) dans le rôle de Sylvia Lancaster, la mère de Sophie. La pièce est constituée de poèmes de Simon Armitage racontant la vie de Sophie ainsi que des anecdotes restituées par sa mère.
Le 18 juin 2017 est sortie une adaptation cinématographique de l'histoire de Sophie Lancaster, produite par la BBC et intitulée Murdered for being different,,,.